# Khaled Sehili
Khaled Sehili, né en 1966 à Tunis, est un diplomate et homme politique tunisien.
En août 2024, il est nommé ministre de la Défense par le président Kaïs Saïed.

## Biographie
Khaled Sehili est né en 1966 à Tunis. Il suit ses études secondaires au lycée Khaznadar. Il étudie la diplomatie à la Mediterranean Academy of Diplomatic Studies de l’université de Malte. Il est aussi diplômé de la faculté des sciences juridiques, politiques et sociales de Tunis.
Il intègre le ministère des Affaires étrangères en octobre 1994. Il y occupe plusieurs postes, dont celui de secrétaire à la direction de la formation et du perfectionnement (1995-1996) et celui de secrétaire à la direction générale pour l’Europe (1997-2000).
Il est à la tête de la direction générale pour l’Europe entre 2006 et 2009 et il a été conseiller à l’ambassade de Tunisie à Bucarest en Roumanie. En 2014, il rejoint la direction générale des organisations et des conférences internationales.
Le 25 août 2024, il est nommé ministre de la Défense par le président Kaïs Saïed, en remplacement d'Imed Memmich.